# Уолл, Мик
Мик Уолл (англ. Mick Wall, род. 23 июня 1958, Великобритания) — британский писатель и музыкальный журналист. Его называют «ведущим писателем о рок и метал-музыке в мире».
Уолл начал карьеру в 1977 году в качестве публициста журнала Sounds, где писал статьи о панке и новой волне, а затем о рокабилли, фанке и новой романтике, в итоге сконцентрировавшись на хард-роке и хэви-металле. В 1979 году, в возрасте 20 лет, он оставил журналистику основав PR-фирму «Heavy Publicity» где курировал пресс-кампании таких исполнителей, как Black Sabbath, Journey, REO Speedwagon, Thin Lizzy, Ultravox, The Damned и Dire Straits. В начале 1980-х он также работал на лейбле Virgin Records в качестве пресс-атташе ряда групп: Gillan, The Human League, Simple Minds, Japan и других.
К 1983 году Уолл стал одним из ведущих публицистов недавно появившегося журнала Kerrang!, также в течение девяти лет выполняя роль автора статей о группах с обложки. Впоследствии он стал одним из основателей журнала Classic Rock, выпустил свое собственное теле-шоу на Sky TV (Monsters of Rock), а также вел авторские передачи на нескольких радиостанциях: Capital Radio, BBC GLR, BBC Radio 1, Planet Rock и других. Кроме того, Уолл участвовал в съёмках нескольких телевизионных программ и документальных фильмов на BBC TV, ITV, Sky One, Channel 4 и MTV.
Уолл является автором множества биографий различных рок-исполнителей, включая: Оззи Осборна, Iron Maiden, AC/DC, Metallica и Guns N' Roses. Последние упомянули его в своей песне «Get in the Ring» после того, как Уолл поссорился с их фронтменом — Экслом Роузом. В апреле 2016 года Уолл извинился перед Роузом, признав, что дух книги, которую он написал о музыканте десять лет назад, был «подлым, озлобленным, недостойным. Мне жаль, что я всё это написал». В заключение добавив: «Я не могу дождаться, чтобы увидеть, чем Эксл Роуз и Guns N’ Roses займутся дальше. Они последние из гигантов [рока], и я их фанат».
Книга Уолла «Paranoid: Black Days With Sabbath & Other Horror Stories» (1999) — это полуавтобиографический рассказ основанный на воспоминаниях писателя о его экспериментах с наркотическими веществами в 1980-х, когда он сотрудничал с некоторыми из ведущих мировых рок-звезд. В 2008 году он написал биографию группы Led Zeppelin под названием «Когда гиганты ходили по земле», которая была раскритикована их бывшим гитаристом Джимми Пейджем.
Также Уолл ведёт блог на своем официальном сайте, состоящим из комментариев текущих событий и забавных историй из его прошлого. Кроме того, он является одним из соавторов подкаста «Dead Rock Stars», который ведёт вместе со своим коллегой Джоэлом Макайвером. В июне 2018 года редакция газеты The Guardian назвала «Dead Rock Stars» подкастом недели.